# Xenacoelomorpha
Die Xenacoelomorpha sind ein erst 2009 beschriebener Stamm wurmartiger Tiere. Er besteht aus zwei Unterstämmen, den Acoelomorpha mit etwa 370 Arten und den nur aus sechs Arten bestehenden Xenoturbellida. Beide Unterstämme hatten ursprünglich selber den Rang von Stämmen.

## Merkmale
Die Arten der Xenacoelomorpha werden häufig nur wenige Millimeter groß, die bislang größte bekannte Art Xenoturbella monstrosa kann jedoch eine Länge von bis zu 20 Zentimetern erreichen. Sie besitzen keinen durchgängigen Darm, keinen After (der Mund dient auch als Ausscheidungsorgan), keine Kiemenbögen und kein Coelom (Körperhöhle). Sie leben im Meer, zwischen den Partikeln des Sediments, planktonisch, auf der Oberfläche von Algen oder Korallen oder im Darm von Seegurken, ernähren sich dort meist von organischen Partikeln und entwickeln sich direkt ohne Larvenstadium.

## Systematik
Die Acoelomorpha wurden ursprünglich zur Klasse der Strudelwürmer (Turbellaria) und damit zum Stamm der Plattwürmer (Plathelminthes) gezählt, später an die Basis der Bilateria gestellt. Auch die Xenoturbellida wurden nach ihrer Entdeckung und Erstbeschreibung den Strudelwürmern zugeordnet. 2003 wurden sie, nach langer Unsicherheit und verschiedenen Hypothesen, zunächst in die Neumünder gestellt.
Untersuchungen der microRNA, von Aminosäuren der komplett sequenzierten mitochondrialen DNA einiger Arten, sowie von mehreren hundert Genen zeigten eine Verwandtschaft dieser Tiere miteinander und mit den Deuterostomia. So wurde das Gen RSB66 nachgewiesen, das bisher nur bei Deuterostomiern gefunden werden konnte. Auch die microRNA der Xenacoelomorpha ist bisher nur von Stachelhäutern und Eichelwürmern, zwei Taxa der Deuterostomia, bekannt. Nach einer 2011 formulierten Hypothese, die auf dem Vergleich verschiedener homologer DNA-Sequenzen beruht (Phylogenomik), ergab sich eine Position der Gruppe innerhalb der Deuterostomia. Die Xenacoelomorpha haben, dieser Hypothese zufolge, im Laufe der Evolution ihren Bauplan vereinfacht und viele der für Deuterostomier charakteristischen Merkmale verloren, so dass mit Ausnahme einiger Merkmale der Feinstruktur der Epidermis keinerlei morphologische Merkmale für diese Platzierung existieren. Die Studie wurde allerdings aus methodischen Gründen kritisiert. Spätere Analysen ergaben eine abweichende Position Demnach ist die Gruppe wahrscheinlicher die Schwestergruppe der übrigen Bilateria zusammengenommen, das heißt der gemeinsamen Gruppe aus Protostomia und Deuterostomia, als Taxon Nephrozoa genannt. Diese Platzierung ist aber noch mit Unsicherheiten behaftet und kann sich durch neuere Erkenntnisse erneut verschieben.
Die systematische Position der Xenacoelomorpha, dieser Hypothese zufolge, zeigt das folgende Kladogramm:
|           | Xenacoelomorpha                                               |
|           |                                                               |
| Nephrozoa | \| \| Deuterostomia \| \| \| \| \| \| Protostomia \| \| \| \| |
|           | \| \| Deuterostomia \| \| \| \| \| \| Protostomia \| \| \| \| |
|           | Deuterostomia                                                 |
|           |                                                               |
|           | Protostomia                                                   |
|           |                                                               |

|  | Deuterostomia |
|  |               |
|  | Protostomia   |
|  |               |